# 喬瓦尼·巴蒂斯塔·卡普羅尼
喬瓦尼·巴蒂斯塔·「吉尼」·卡普羅尼，第一代塔利埃多伯爵（義大利語：Giovanni Battista "Ginni" Giovanni Battista Caproni, conte di Taliedo，1886年7月3日—1957年10月27日）是義大利的航空、土木、電機工程師，且為飛行機製造商卡普羅尼的創辦人。

## 生平
在1907至1908年期間，卡普羅尼曾從事飛行機引擎方面的施工。之後在1908年則於米蘭附近的區域成立了以自己名字為名的航空機製造公司「卡普羅尼」，而當時他另在索姆馬隆巴爾多一帶建造的飛機工廠則成為往後的米蘭－馬爾彭薩機場。另1910年卡普羅尼開發出首架親手設計、也是義大利國內史上首架的雙翼飛行機「卡普羅尼 Ca. 1」，不過該架飛行機在同年5月27日首度試飛時因出現狀況而墜毀。
第一次世界大戰發生後，卡普羅尼的公司開始生產各式轟炸機供戰爭使用。大戰後卡普羅尼成為開發民航飛機的提倡者之一，而他後續將當時於一次大戰開發的轟炸機「卡普羅尼 Ca.4」、改設計成民航機「卡普羅尼 Ca.48」。另在1921年卡普羅尼也嘗試開發可搭乘百人的巨型水上飛機、以及滑翔機方面的設計。在第二次世界大戰裡卡普羅尼同樣讓個人的公司開發各式戰機供當時義大利皇家空軍使用。
1957年10月27日，卡普羅尼於羅馬逝世。

## 引用的大眾文化
在2013年由吉卜力工作室製作、宮崎駿執導的動畫《風起》中，卡普羅尼是主角堀越二郎夢想的啟發者，多次出現在堀越的夢境中。